# 有為法
有為法（ういほう, 梵: saṃskṛta-dharma）とは無常法、すなわち因果律の支配を受けている法（ダルマ）をさす仏教用語。仏教は一切法（sabba-dhamma）を無為法と有為法に明確に二分して、両者を全く異質なカテゴリーとして扱う。
有為（うい）とはサンカーラ（梵: saṃskṛta、巴: saṅkhata）をさし、因（直接条件）と縁（間接条件）が合わさって造作された無常なる現象的存在を意味する。有為法は有果ともいう。有為法は因果的関係によって成立しているので必ず果を有しているため。
有為法に対し、さまざまな因果関係・因縁によって造られたものでなく生滅変化を離れた常住絶対の法を無為法（むいほう、梵: asaṃskṛta-dharma）という。
有為法は宗派により様々な分類がなされ、その数も様々である。一般的には五蘊が有為法であるとされる。
- 有為相 (samskrta-laksana) は、生・住・滅（三有為相）もしくは（生・住・異・滅）四有為相に分類する[8][9]。
- 説一切有部では、色法・心法・非色非心法の三有為法に分類する[1][6]。さらに細分して五位七十五法となる。
- 唯識派・法相宗では、五位百法を説く。

## 原始仏教
Tīṇi'māni bhikkhave saṅkhatassa saṅkhatalakkhaṇāni. Katamāni tīṇi: 

uppādo paññāyati, vayo paññāyati, ṭhitassa aññathattaṃ paññāyati. Imāni kho bhikkhave tīṇi saṅkhatassa saṅkhatalakkhaṇānī'ti.
比丘たちよ、有為には三つの有為相がある。いかなる三か。

生起（Uppādo）が知られる、衰亡（vayo）が知られる、存在の変異（ṭhitassa aññathattaṃ）が知られる。

比丘たちよ、有為にはこれら三つの有為相がある。
—パーリ仏典, 増支部 3-47 有為経, Sri Lanka Tripitaka Project 
仏教においては、われわれの生存している世界は、すべて生じては変化し、やがて滅していく諸現象・諸存在によって成り立っており、そうした諸現象・諸存在が無常であるとの考え方をとっている。諸行無常の「行」（ぎょう、梵: saṇkhārā）も、時に有為と訳される。
このようななか、古くは阿含経から、世界の一切を色受想行識の五蘊に分けて示し、これら五蘊が仮に集合して人間が存在している（五蘊仮和合）と説き、五蘊の無我を表す考え方が、原始仏教以降存在している。この五蘊はあくまで有為法であり、非現象である無為法は含まれていない。原始仏教においては、存在とは自己存在を中心として捉えられており、本質的なもの・理想の真理である無為法は、現象としての自己存在をまったく否定したところに現出する、次元を異にしたものと考えられていたためである。

## 上座部仏教
上座部仏教のアビダンマッタ・サンガハでは、有為法は生（Uppāda）・住（ṭhiti）・滅（bhaṅga）の三相を辿るとする（三有為相）。ブッダゴーサは、増支部注釈書において「生 (uppada) とは生 (jati) であり、滅とは破壊 (bheda) であり、住異とは老 (jara) である。」と解釈した。

Kathaṃ? Uppāda-ṭhiti-bhaṅga-vasena khaṇa-ttayaṃ eka-citta-kkhaṇaṃ nāma. 

Tāni pana sattarasa citta-kkhaṇāni rūpa-dhammānam āyu.
どのように生起するのか？　生、住、滅という三刹那が一心刹那である。

その心刹那十七回が、色（Rupa）というものの寿命である。 
—アビダンマッタ・サンガハ 第4章
刹那（巴: khaṇa）とは時間の単位であり、生、住、滅をそれぞれ1刹那として数え、3刹那を「1心刹那（citta-kkhaṇaṃ）」単位と定義する。心（citta）の寿命は1心刹那である。
この単位によれば、色（Rupa,物質存在）に関する法の寿命は17心刹那であるとされる。

## 説一切有部
説一切有部においては、有為法は生・住・異・滅の四相を辿るとする（四有為相）。さらに一切法を色法、心法、非色非心法の三有為法に分類する。三有為法をさらに細分すると五位七十五法となり、72種の有為法と3種の無為法として合計75法の体系を立てた 。
72種の有為法は、以下から構成される（この4要素と無為法を合わせて五位と呼ぶ）。
1. 色（しき;rūpa） - 物質的なものを表す要素（11種）。
2. 心（しん;Citta） - 精神的・心理的なものを表す（1種）
3. 心所（しんじょ;caitasika） - 心の作用（46種）。
4. 心不相応行（しんふそうおうぎょう;  citta-viprayukta-saṃskāra） - 物でも心でもないものの関係・性能を表す(14種)。

これらの有為法は、下記の性質をもつとされている。
- 三世に実有（さんぜにじつう） - 過去・現在・未来いずれの領域においても存在する。
- 刹那滅（せつなめつ） - 未来の領域から現在の時点に生起し、次の瞬間には過去の領域に滅し去る 。

多種多様な有為法がそれぞれ互いに多種多様な因果関係を持ちつつ、未来から現在に現れ、現在から過去へ過ぎ去る、という無数の法の流動生滅と離合集散織りなすところこそ、われわれの生きる有為転変の世界である。そして、その有為転変の世界の因果的存在を超えたところに見出される常住の涅槃こそが無為である とし、そのような諸行無常の世界に繰り広げられるわれわれの迷いの生存の現実と、その迷いを脱却して悟りに向かう修行の道程とを説一切有部は標式的に説き明かそうとした 。

## 大乗仏教

### 唯識派
瑜伽行唯識学派の唯識思想では五位説を取り入れているものの、五位百法とよばれる100種の要素（法）を設けている。ここで、説一切有部がすべての存在を実有と考えたのに対し、唯識思想では、あらゆる存在を心（前節(2)）および心所（前節(3)）のなかに埋めつくし、物質（色:前節(1)）が外界に実在することを否定した。また、不相応行（前節(4)）を、精神活動の上に仮に概念設定した二次的存在に過ぎないとみなした。

### 中観派
中観派の祖である龍樹 は、倶舎論に「諸行の有為なることは、４つの本相による。」とあるのに対応し、中論において「もし生ずること（生）が有為であるならば、そこには３つの特質（相。すなわち、生、住、滅）が存するであろう。もしもまた生が無為であるならば、どうしてつくられたものをつくられたものとする特質（有為相）があろうか」と述べた。